# A Lombard Pápa Termál FC 2013–2014-es szezonja
Ez a szócikk a Lombard Pápa Termál FC 2013–2014-es szezonjáról szól, mely sorozatban az 5., összességében pedig a 7. idénye a csapatnak a magyar első osztályban. A klub fennállásának ekkor volt a 9. évfordulója. A szezon 2013 júliusában kezdődött, és 2014 májusában ér majd véget.

## Statisztikák
Utolsó elszámolt mérkőzés dátuma: 2014. május 31.

### Kiírások
| Kiírás        | Statisztikák | Statisztikák | Statisztikák | Statisztikák | Statisztikák | Statisztikák | Kezdő forduló | Végső forduló/ helyezés | Mérkőzések dátumai | Mérkőzések dátumai |
| Kiírás        | M            | GY           | D            | V            | LG–KG        | GK           | Kezdő forduló | Végső forduló/ helyezés | Első               | Utolsó             |
| ------------- | ------------ | ------------ | ------------ | ------------ | ------------ | ------------ | ------------- | ----------------------- | ------------------ | ------------------ |
| OTP Bank Liga | 30           | 9            | 6            | 15           | 32–50        | –18          | —             | 12. hely                | 2013. 07. 26.      | 2014. 06. 01.      |
| Magyar kupa   | 4            | 2            | 2            | 0            | 9–7          | +2           | 4. forduló    | Negyeddöntő             | 2013. 10. 29.      | 2014. 03. 11.      |
| Ligakupa      | 9            | 5            | 3            | 1            | 18–10        | +8           | Csoportkör    | Negyeddöntő             | 2013. 09. 04.      | 2014. 03. 19.      |

## OTP Bank Liga

### Mérkőzések
| 1. forduló 2013. július 26. 19:00 |

| Lombard Pápa                                                       | 1 – 1               | Puskás Akadémia            |
| ------------------------------------------------------------------ | ------------------- | -------------------------- |
| Eszlátyi 63' Tajthy 19' Szabó 63' Tóth G. 75' Šupić 84' Király 90' | (0 – 0) Jegyzőkönyv | Vaszicsku 82' Polonkai 21' |

| Perutz Stadion, Pápa Nézőszám: 1 000 Játékvezető: Iványi Zoltán (magyar) |

| 2. forduló 2013. augusztus 3. 18:30 |

| Budapest Honvéd            | 0 – 1               | Lombard Pápa                              |
| -------------------------- | ------------------- | ----------------------------------------- |
| Diarra 13' Lovrić 32′, 37′ | (0 – 0) Jegyzőkönyv | Griffiths 89' 35' Tóth B. 64' Struhár 66' |

| Bozsik József Stadion, Budapest Nézőszám: 500 Játékvezető: Fábián Mihály (magyar) |

| 3. forduló 2013. augusztus 10. 19:00 |

| Lombard Pápa                                                    | 1 – 0               | Kaposvári Rákóczi                                                 |
| --------------------------------------------------------------- | ------------------- | ----------------------------------------------------------------- |
| Addo 19' (öngól) Rodenbücher 27' Nagy 66' Tóth B. 70' Szabó 87' | (1 – 0) Jegyzőkönyv | Okuka 40' Addo 44' Babić 53' Petrache 55' Jánvári 86' Waltner 88' |

| Perutz Stadion, Pápa Nézőszám: 2 000 Játékvezető: Becséri Dániel (magyar) |

| 4. forduló 2013. augusztus 17. 19:00 |

| Mezőkövesd–Zsóry | 0 – 2               | Lombard Pápa                 |
| ---------------- | ------------------- | ---------------------------- |
| Szalai 28'       | (0 – 2) Jegyzőkönyv | Griffiths 4' 30' Tóth G. 89' |

| Városi stadion, Mezőkövesd Nézőszám: 2 500 Játékvezető: Kassai Viktor (magyar) |

| 5. forduló 2013. augusztus 24. 16:30 |

| Lombard Pápa  | 0 – 1               | Diósgyőr                                                   |
| ------------- | ------------------- | ---------------------------------------------------------- |
| Maksimović 1' | (0 – 0) Jegyzőkönyv | Nagy 88' (öngól) Kádár 26' Kostić 45' Takács 83' Tisza 90' |

| Perutz Stadion, Pápa Nézőszám: 2 000 Játékvezető: Erdős József (magyar) |

| 6. forduló 2013. augusztus 30. 19:00 |

| Haladás                                                   | 3 – 2               | Lombard Pápa                                                                    |
| --------------------------------------------------------- | ------------------- | ------------------------------------------------------------------------------- |
| Radó 13' 47' (11-esből) Halmosi 36' Szakály 27' Ugrai 90' | (2 – 1) Jegyzőkönyv | Griffiths 21' Arsić 89' Rodenbücher 18′, 90+1′ Tóth G. 33' Struhár 46' Nagy 75' |

| Rohonci út, Szombathely Nézőszám: 3 510 Játékvezető: Farkas Ádám (magyar) |

| 7. forduló 2013. szeptember 14. 20:00 |

| Lombard Pápa                            | 0 – 2               | Ferencváros                                  |
| --------------------------------------- | ------------------- | -------------------------------------------- |
| Présinger 78' Sekour 90' Quintero 90+3' | (0 – 1) Jegyzőkönyv | Böde 2' Holman 46' 31' Gerson 45' Diallo 55' |

| Perutz Stadion, Pápa Nézőszám: 4 000 Játékvezető: Kassai Viktor (magyar) |

| 8. forduló 2013. szeptember 20. 19:00 |

| Pécsi MFC                     | 1 – 3               | Lombard Pápa                                                                               |
| ----------------------------- | ------------------- | ------------------------------------------------------------------------------------------ |
| Mohl 43' (11-esből) Romić 38' | (1 – 2) Jegyzőkönyv | Orosz 6' Quintero 39' 64' Maksimović 33' Rodenbücher 43' Mecinović 66' Šupić 75′ Szabó 79' |

| PMFC Stadion, Pécs Nézőszám: 2 500 Játékvezető: Vad II. István (magyar) |

| 9. forduló 2013. szeptember 28. 14:00 |

| Lombard Pápa                             | 1 – 2               | Videoton                                  |
| ---------------------------------------- | ------------------- | ----------------------------------------- |
| Griffiths 10' 69' Tóth G. 46' Sekour 78' | (1 – 2) Jegyzőkönyv | Nikolics N. 2' 6' Stopira 9' Szolnoki 70' |

| Perutz Stadion, Pápa Nézőszám: 1 500 Játékvezető: Farkas Ádám (magyar) |

| 10. forduló 2013. október 5. 14:00 |

| Győri ETO                                                                  | 4 – 1               | Lombard Pápa                                       |
| -------------------------------------------------------------------------- | ------------------- | -------------------------------------------------- |
| Pátkai 32' Trajković 55' 49' Andrić 57' 58' Koltai 59' Völgyi 69' Lang 84' | (1 – 0) Jegyzőkönyv | Arsić 81' Mecinović 70' Griffiths 82' Quintero 88' |

| ETO Park, Győr Nézőszám: 1 800 Játékvezető: Becséri Dániel (magyar) |

| 11. forduló 2013. október 19. 16:00 |

| Lombard Pápa                                                                       | 0 – 2               | MTK Budapest          |
| ---------------------------------------------------------------------------------- | ------------------- | --------------------- |
| Rodenbücher 36' Maksimović 43' Šupić 55' Griffiths 27′, 75′ Tóth G. 81' Sekour 84' | (0 – 0) Jegyzőkönyv | Bese 54' Pölöskei 57' |

| Perutz Stadion, Pápa Nézőszám: 1 000 Játékvezető: Kassai Viktor (magyar) |

| 12. forduló 2013. október 26. 14:00 |

| Debreceni VSC                                                              | 2 – 2               | Lombard Pápa                                 |
| -------------------------------------------------------------------------- | ------------------- | -------------------------------------------- |
| Struhár 6' (öngól) Sidibe 63' (11-esből) Szakály 19' Trninić 58' Seydi 87' | (1 – 0) Jegyzőkönyv | Kenesei 87' Orosz 90+2' Šupić 74' Sekour 86' |

| Oláh Gábor utca, Debrecen Nézőszám: 3 500 Játékvezető: Szabó Zsolt (magyar) |

| 13. forduló 2013. november 1. 19:00 |

| Lombard Pápa                        | 3 – 1               | Kecskeméti TE                        |
| ----------------------------------- | ------------------- | ------------------------------------ |
| Arsić 22' 52' Kenesei 49' Orosz 81' | (1 – 1) Jegyzőkönyv | Balázs 37' Karan 41' Farkas 18′, 45′ |

| Perutz Stadion, Pápa Nézőszám: 1 500 Játékvezető: Farkas Ádám (magyar) |

| 14. forduló 2013. november 9. 16:00 |

| Lombard Pápa                                                | 1 – 0               | Paksi FC           |
| ----------------------------------------------------------- | ------------------- | ------------------ |
| Orosz 62' Tóth G. 64' Kenesei 77' Sekour 82' Maksimović 85' | (0 – 0) Jegyzőkönyv | Fiola 30' Bori 75' |

| Perutz Stadion, Pápa Nézőszám: 500 Játékvezető: Andó-Szabó Sándor (magyar) |

| 15. forduló 2013. november 23. 18:00 |

| Újpest                                                         | 4 – 2               | Lombard Pápa                                                      |
| -------------------------------------------------------------- | ------------------- | ----------------------------------------------------------------- |
| Litauszki 3' 47' Simon 28' Stanisavljević 43' 50' Sanković 78' | (3 – 2) Jegyzőkönyv | Kenesei 7' Présinger 31' 27' Rodenbücher 55' Nagy 56' Šupić 90+2' |

| Szusza Ferenc Stadion, Budapest Nézőszám: 1 338 Játékvezető: Becséri Dániel (magyar) |

| 16. forduló 2013. november 30. 16:00 |

| Puskás Akadémia                             | 1 – 0                         | Lombard Pápa                           |
| ------------------------------------------- | ----------------------------- | -------------------------------------- |
| Lencse 35' (11-esből) Szekeres 51' Tóth 78' | (1 – 0) Jegyzőkönyv Részletek | Rodenbücher 34' Sekour 59' Tóth G. 78' |

| Sóstói Stadion, Székesfehérvár Nézőszám: 100 Játékvezető: Szabó Zsolt (magyar) |

| 17. forduló 2013. december 7. 20.00 |

| Lombard Pápa                        | 1 – 0               | Budapest Honvéd                                           |
| ----------------------------------- | ------------------- | --------------------------------------------------------- |
| Griffiths 2' Sekour 44' Tóth G. 83' | (1 – 0) Jegyzőkönyv | Lovrić 37' Alcibiade 44' Holender 56' Job 83' Prosser 86' |

| Perutz Stadion, Budapest Nézőszám: 450 Játékvezető: Erdős József (magyar) |

| 18. forduló 2014. március 1. 16:00 |

| Kaposvári Rákóczi    | 1 – 1               | Lombard Pápa                           |
| -------------------- | ------------------- | -------------------------------------- |
| Balázs 32' Okuka 90' | (1 – 0) Jegyzőkönyv | Kenesei 84' 75' Németh 24' Tóth G. 67' |

| Rákóczi Stadion, Kaposvár Játékvezető: Fábián Mihály (magyar) |

| 19. forduló 2014. március 7. 19:00 |

| Lombard Pápa                                                                | 1 – 1                         | Mezőkövesd–Zsóry                     |
| --------------------------------------------------------------------------- | ----------------------------- | ------------------------------------ |
| Csizmadia 89' Présinger 40' Kenesei 42' Kulcsár 69' Arsić 89' Tóth G. 90+1' | (0 – 0) Jegyzőkönyv Részletek | Menougong 78' Melczer 48' Rajczi 70' |

| Perutz Stadion, Pápa Nézőszám: 1 500 Játékvezető: Vad II. István (magyar) |

| 20. forduló 2014. március 14. 19:00 |

| Diósgyőr                                             | 2 – 1                         | Lombard Pápa                                                                        |
| ---------------------------------------------------- | ----------------------------- | ----------------------------------------------------------------------------------- |
| Gosztonyi 75' 80' (11-esből) 76' Kostić 19' Elek 34' | (0 – 1) Jegyzőkönyv Részletek | Griffiths 40' Jagodics 6' Sekour 30' Nagy 70' Présinger 77' Csizmadia 79' Szűcs 80' |

| DVTK-stadion, Miskolc Nézőszám: 4 800 Játékvezető: Farkas Ádám (magyar) |

| 21. forduló 2014. március 21. 19:00 |

| Lombard Pápa                                | 1 – 1               | Haladás              |
| ------------------------------------------- | ------------------- | -------------------- |
| Marić 86' Németh 39' Tóth G. 66' Sekour 80' | (0 – 1) Jegyzőkönyv | Radó 26' Halmosi 88' |

| Perutz Stadion, Pápa Játékvezető: Németh Ádám (magyar) |

| 22. forduló 2014. március 29. 18:00 |

| Ferencváros                                                                                       | 4 – 0               | Lombard Pápa                                       |
| ------------------------------------------------------------------------------------------------- | ------------------- | -------------------------------------------------- |
| Leonardo 33' (11-esből) Böde 35' Mateos 56' (11-esből) Somália 75' Busai 21' Bešić 45' Mateos 53' | (2 – 0) Jegyzőkönyv | Sekour 32' Tóth G. 39' Présinger 52' Griffiths 65' |

| Puskás Ferenc Stadion, Budapest Nézőszám: 5 500 Játékvezető: Becséri Dániel (magyar) |

| 23. forduló 2014. április 5. 16:00 |

| Lombard Pápa                                    | 1 – 0               | Pécsi MFC                           |
| ----------------------------------------------- | ------------------- | ----------------------------------- |
| Nagy T. 29' Kulcsár 49' Arsić 67' Griffiths 82' | (1 – 0) Jegyzőkönyv | Márkvárt 22' Mohl 60' Balogh B. 67' |

| Perutz Stadion, Pápa Nézőszám: 500 Játékvezető: Fábián Mihály (magyar) |

| 24. forduló 2014. április 12. 16:00 |

| Videoton                                                      | 2 - 2               | Lombard Pápa                                                      |
| ------------------------------------------------------------- | ------------------- | ----------------------------------------------------------------- |
| Zé Luis 53' 85' Álvarez 62' Paraiba 90+2' Oliveira 42′, 90+4′ | (0 - 1) Jegyzőkönyv | Arsić 10' Marić 58' Kulcsár K. 56' Tajthy T. 80' Présinger Á. 85' |

| Sóstói Stadion, Székesfehérvár Nézőszám: 1 800 Játékvezető: Németh Ádám (magyar) |

| 25. forduló 2014. április 19. 14:00 |

| Lombard Pápa                                               | 1 – 2               | Győri ETO                                             |
| ---------------------------------------------------------- | ------------------- | ----------------------------------------------------- |
| Esztlátyi 81' Tóth G. 32' Sekour 64' Arsić 80' Struhár 87' | (0 – 2) Jegyzőkönyv | Kamber 40' Střeštík 45' 57' Trajković 69' Kamenár 86' |

| Perutz Stadion, Pápa Nézőszám: 1 800 Játékvezető: Iványi Zoltán (magyar) |

| 26. forduló 2014. április 26. 16:00 |

| MTK Budapest      | 2 – 0               | Lombard Pápa |
| ----------------- | ------------------- | ------------ |
| Torghelle 10' 26' | (2 – 0) Jegyzőkönyv | Nagy T: 80'  |

| Hidegkuti Nándor Stadion, Budapest Nézőszám: 1 000 Játékvezető: Erdős József (magyar) |

| 27. forduló 2014. május 4. 18:30 |

| Lombard Pápa                                | 1 – 5               | Debreceni VSC                                                   |
| ------------------------------------------- | ------------------- | --------------------------------------------------------------- |
| Griffiths 43' Nagy 51' Struhár 60' Tóth 72′ | (1 – 1) Jegyzőkönyv | Sidibe 40' 53' (11-esből) Mihelič 46' Seydi 87' 89' Szakály 34' |

| Perutz Stadion, Pápa Nézőszám: 2 000 Játékvezető: Kassai Viktor (magyar) |

| 28. forduló 2014. május 10. 16:00 |

| Kecskeméti TE                 | 1 – 0               | Lombard Pápa                                                  |
| ----------------------------- | ------------------- | ------------------------------------------------------------- |
| Savić 3' Szécsi 62' Forró 83' | (1 – 0) Jegyzőkönyv | Jagodics 3' Nagy T. 55' Csizmadia 57′ Struhár 67' Kulcsár 90' |

| Széktói Stadion, Kecskemét Nézőszám: 2 000 Játékvezető: Becséri Dániel (magyar) |

| 29. forduló 2014. május 17. 16:00 |

| Paksi FC                                                | 4 – 0               | Lombard Pápa             |
| ------------------------------------------------------- | ------------------- | ------------------------ |
| Könyves 38' Bartha 49' 49' Simon 80' Heffler T. 83' 56' | (1 – 0) Jegyzőkönyv | Kulcsár 28′ Jagodics 83' |

| Fehérvári út, Paks Nézőszám: 1 000 Játékvezető: Vad II. István (magyar) |

| 30. forduló 2014. május 31. 16:00 |

| Lombard Pápa                                            | 2 – 1               | Újpest                                     |
| ------------------------------------------------------- | ------------------- | ------------------------------------------ |
| Csizmadia 84' Kenesei 87' Jagodics 32' Horváth R. 90+1' | (0 – 1) Jegyzőkönyv | Suljić 17' Ligot 25' Antón 83' Ngawa 90+1' |

| Perutz Stadion, Pápa Nézőszám: 1 000 Játékvezető: Szabó Zsolt (magyar) |

### A bajnokság végeredménye
| #   | Csapat                 | M  | GY | D  | V  | G+ – G– | GK  | P  | Megjegyzések                                   |
| --- | ---------------------- | -- | -- | -- | -- | ------- | --- | -- | ---------------------------------------------- |
| 1.  | DVSC–TEVA (B)          | 30 | 18 | 8  | 4  | 66–33   | +33 | 62 | 2014–2015-ös Bajnokok Ligája – 2. selejtezőkör |
| 2.  | Győri ETO FC CV (I)    | 30 | 18 | 8  | 4  | 58–32   | +26 | 62 | 2014–2015-ös Európa-liga – 2. selejtezőkör     |
| 3.  | Ferencvárosi TC (I)    | 30 | 17 | 6  | 7  | 47–33   | +14 | 57 | 2014–2015-ös Európa-liga – 1. selejtezőkör     |
| 4.  | Videoton FC            | 30 | 15 | 8  | 7  | 52–31   | +21 | 53 |                                                |
| 5.  | Diósgyőri VTK (I)      | 30 | 12 | 11 | 7  | 45–38   | +7  | 47 | 2014–2015-ös Európa-liga – 1. selejtezőkör     |
| 6.  | Szombathelyi Haladás   | 30 | 12 | 10 | 8  | 37–31   | +6  | 46 |                                                |
| 7.  | Pécsi MFC–Matias       | 30 | 12 | 9  | 9  | 41–38   | +3  | 45 |                                                |
| 8.  | MTK Budapest FC        | 30 | 11 | 7  | 12 | 42–36   | +6  | 40 |                                                |
| 9.  | Budapest Honvéd FC     | 30 | 10 | 6  | 14 | 37–39   | −2  | 36 |                                                |
| 10. | Kecskeméti TE          | 30 | 9  | 9  | 12 | 36–51   | −15 | 36 |                                                |
| 11. | MVM–Paks               | 30 | 8  | 10 | 12 | 39–42   | −3  | 34 |                                                |
| 12. | Lombard Pápa Termál FC | 30 | 9  | 6  | 15 | 32–50   | −18 | 33 |                                                |
| 13. | Újpest FC (KGY)        | 30 | 8  | 8  | 14 | 46–51   | −5  | 32 |                                                |
| 14. | Puskás Akadémia FC Ú   | 30 | 8  | 7  | 15 | 36–51   | −15 | 31 |                                                |
| 15. | Mezőkövesd-Zsóry FC Ú  | 30 | 6  | 6  | 18 | 27–52   | −25 | 24 | NB II                                          |
| 16. | Kaposvári Rákóczi FC   | 30 | 4  | 7  | 19 | 21–54   | −33 | 19 | NB II                                          |

Utolsó frissítés: 2014. június 1. 
Forrás: MLSZ adatbank 
A rangsorolás alapszabályai: 1. összpontszám, 2. győzelmek száma, 3. gólkülönbség, 4. szerzett gólok száma, 5. egymás elleni eredmények összpontszáma,  6. egymás elleni eredmények gólkülönbsége, 7. egymás elleni eredmények szerzett góljainak száma, 8. egymás elleni eredmények idegenben szerzett góljainak száma.
(B): Bajnokcsapat, (K): Kieső csapat, (F): Feljutó csapat, (I): Kupainduló, (R): A rájátszás győztese, (KGY): Kupagyőztes

### Eredmények összesítése
Az alábbi táblázatban összesítve szerepelnek a Lombard Pápa Termál FC 2013/14-es bajnokságban elért eredményei.
| Ősz/tavasz (forduló)    | Otthon | Otthon | Otthon | Otthon | Otthon | Otthon | Otthon | Idegenben | Idegenben | Idegenben | Idegenben | Idegenben | Idegenben | Idegenben |
| Ősz/tavasz (forduló)    | M      | GY     | D      | V      | LG–KG  | GK     | P      | M         | GY        | D         | V         | LG–KG     | GK        | P         |
| ----------------------- | ------ | ------ | ------ | ------ | ------ | ------ | ------ | --------- | --------- | --------- | --------- | --------- | --------- | --------- |
| Őszi szezon (1–17.)     | 9      | 4      | 1      | 4      | 8–9    | –1     | 13     | 8         | 3         | 1         | 4         | 13–15     | –2        | 10        |
| Tavaszi szezon (18–30.) | 6      | 2      | 2      | 2      | 7–10   | –3     | 8      | 7         | 0         | 2         | 5         | 4–16      | –12       | 2         |
| Összesen (1–30.)        | 15     | 6      | 3      | 6      | 15–19  | –4     | 21     | 15        | 3         | 3         | 9         | 17–31     | –14       | 12        |

### Helyezések fordulónként
| Forduló  | 1  | 2  | 3  | 4  | 5 | 6 | 7 | 8  | 9 | 10 | 11 | 12 | 13 | 14 | 15 | 16 | 17 | 18 | 19 | 20 | 21 | 22 | 23 | 24 | 25 | 26 | 27 | 28 | 29 | 30 |
| -------- | -- | -- | -- | -- | - | - | - | -- | - | -- | -- | -- | -- | -- | -- | -- | -- | -- | -- | -- | -- | -- | -- | -- | -- | -- | -- | -- | -- | -- |
| Helyszín | O  | I  | O  | I  | O | I | O | I  | O | I  | O  | I  | O  | O  | I  | I  | O  | I  | O  | I  | O  | I  | O  | I  | O  | I  | O  | I  | I  | O  |
| Eredmény | D  | GY | GY | GY | V | V | V | GY | V | V  | V  | D  | GY | GY | V  | V  | GY | D  | D  | V  | D  | V  | GY | D  | V  | V  | V  | V  | V  | GY |
| Helyezés | 10 | 6  | 4  | 3  | 3 | 4 | 6 | 5  | 6 | 9  | 9  | 11 | 8  | 8  | 9  | 9  | 8  | 9  | 9  | 9  | 10 | 12 | 10 | 9  | 10 | 10 | 11 | 12 | 13 | 12 |

Helyszín: O = Otthon; I = Idegenben. Eredmény: GY = Győzelem; D = Döntetlen; V = Vereség.

## Magyar kupa
4. forduló
| 2013. október 29. 12:30 |

| Várda SE                                                    | 3 – 4               | Lombard Pápa                                                                                      |
| ----------------------------------------------------------- | ------------------- | ------------------------------------------------------------------------------------------------- |
| Hegedüs 40' Kapacina 61' 63' Üveges 70' 70' Pálvölgyi 90+3′ | (1 – 1) Jegyzőkönyv | Király 21' Struhár 58' Quintero 72' 90+3′ Orosz 76' Mecinović 18' Németh 32' Szűcs 70' Sekour 73' |

| Kisvárda Nézőszám: 400 Játékvezető: Berger József (magyar) |

Nyolcaddöntő
| 2013. november 27. 13:00 |

| BFC Siófok                | 1 – 2               | Lombard Pápa                                  |
| ------------------------- | ------------------- | --------------------------------------------- |
| Pál 68' Vass 6' Tímár 10' | (0 – 1) Jegyzőkönyv | Orosz 24' Griffiths 46' Tajthy 67' Sekour 85' |

| Révész Géza utca, Siófok Nézőszám: 100 Játékvezető: Németh Ádám (magyar) |

| 2013. december 4. 16:00 |

| Lombard Pápa                       | 1 – 1               | BFC Siófok                               |
| ---------------------------------- | ------------------- | ---------------------------------------- |
| Eszlátyi 85' Arsić 27' Struhár 54' | (0 – 0) Jegyzőkönyv | Pál 47' Peszmeg 29' Fülöp 33' Papp 90+2′ |

| Perutz Stadion, Pápa Nézőszám: 300 Játékvezető: Farkas Ádám (magyar) |

Negyeddöntő
| 2014. március 11. 17:00 |

| Lombard Pápa                                   | 2 – 2               | Diósgyőr                             |
| ---------------------------------------------- | ------------------- | ------------------------------------ |
| Csizmadia 40' Arsić 69' Tóth G. 18' Németh 87' | (1 – 1) Jegyzőkönyv | Abdouraman 2' 23' Marjanović 74' 54' |

| Perutz Stadion, Pápa Nézőszám: 300 Játékvezető: Becséri Dániel (magyar) |

## Ligakupa

### Csoportkör (G csoport)
| 1. forduló 2013. szeptember 4. 17:00 |

| Lombard Pápa                                                                     | 2 – 2               | FC Ajka                                                  |
| -------------------------------------------------------------------------------- | ------------------- | -------------------------------------------------------- |
| Mecinović 69' 77' Tóth B. 23' Struhár 38' Orosz 78' Ivancsics 88' Quintero 90+3' | (0 – 1) Jegyzőkönyv | Sowunmi 9' Varga 55' Balogh 66' Jagodics 73' Gunther 76' |

| Perutz Stadion, Pápa Nézőszám: 300 Játékvezető: Pintér Csaba (magyar) |

| 2. forduló 2013. szeptember 11. 17:00 |

| Lombard Pápa                            | 2 – 0               | Haladás                                     |
| --------------------------------------- | ------------------- | ------------------------------------------- |
| Eszlátyi 34' Sekour 88' Rodenbücher 59' | (1 – 0) Jegyzőkönyv | Iszlai 24' Tóth 55' Zsirai 57' Jagodics 67' |

| Perutz Stadion, Pápa Nézőszám: 300 Játékvezető: Botló Béla (magyar) |

| 3. forduló 2013. október 9. 16:00 |

| Lombard Pápa                                        | 2 – 1               | Gyirmót FC Győr                     |
| --------------------------------------------------- | ------------------- | ----------------------------------- |
| Griffiths 20' Eszlátyi 83' Arsić 24' Maksimović 81' | (1 – 0) Jegyzőkönyv | Laki 86' Magasföldi 82' Lengyel 89' |

| Perutz Stadion, Pápa Nézőszám: 200 Játékvezető: Kiss Norbert (magyar) |

| 4. forduló 2013. október 15. 16:00 |

| Gyirmót FC Győr      | 2 – 2               | Lombard Pápa                                                          |
| -------------------- | ------------------- | --------------------------------------------------------------------- |
| Kelemen 42' Tóth 72' | (1 – 0) Jegyzőkönyv | Eszlátyi 81' Holczer 84' (öngól) Struhár 33' Németh 35' Mecinović 72' |

| Győr Nézőszám: 300 Játékvezető: Radványi Ádám (magyar) |

| 5. forduló 2013. november 13. 13:30 |

| Haladás | 0 – 0               | Lombard Pápa |
| ------- | ------------------- | ------------ |
|         | (0 – 0) Jegyzőkönyv |              |

| Szombathely Nézőszám: 50 Játékvezető: Szőts Gergely (magyar) |

| 6. forduló 2013. november 19. 13:00 |

| FC Ajka | 0 – 1               | Lombard Pápa |
| ------- | ------------------- | ------------ |
|         | (0 – 1) Jegyzőkönyv | Struhár 6'   |

| Ajka Nézőszám: 100 Játékvezető: Barna Gábor (magyar) |

### A G csoport végeredménye
| Csapat       | M | Gy | D | V | G+ | G– | Gk  | P  |
| ------------ | - | -- | - | - | -- | -- | --- | -- |
| Lombard Pápa | 6 | 3  | 3 | 0 | 9  | 5  | +4  | 12 |
| Haladás      | 6 | 3  | 2 | 1 | 14 | 9  | +5  | 11 |
| Gyirmót      | 6 | 2  | 2 | 2 | 13 | 11 | +2  | 8  |
| Ajka         | 6 | 0  | 1 | 5 | 7  | 18 | –11 | 1  |

### Nyolcaddöntő
| Első mérkőzés 2014. február 22. 13:00 |

| Kecskeméti TE                | 1 – 5               | Lombard Pápa                                                                       |
| ---------------------------- | ------------------- | ---------------------------------------------------------------------------------- |
| Balázs 76' Varga 4' Nagy 35' | (0 – 3) Jegyzőkönyv | Kenesei 5' 40' 9' Tóth G. 34' 47' Orosz 78' 88' Tajthy 7' Király 38' Présinger 52' |

| Széktói Stadion, Kecskemét Nézőszám: 200 Játékvezető: Takács János (magyar) |

| Visszavágó 2014. március 4. 16:00 |

| Lombard Pápa                                                    | 4 – 0               | Kecskeméti TE        |
| --------------------------------------------------------------- | ------------------- | -------------------- |
| Tóth G. 12' Griffiths 39' Kulcsár 44' 84' Arsić 77' Venczel 90' | (3 – 0) Jegyzőkönyv | Touré 32' Gyagya 85' |

| Perutz Stadion, Pápa Játékvezető: Böcskei Balázs (magyar) |

### Negyeddöntő
| Első mérkőzés 2014. március 19. 18:00 |

| Ferencváros                                                          | 4 – 0               | Lombard Pápa            |
| -------------------------------------------------------------------- | ------------------- | ----------------------- |
| Ugrai 5' (11-esből) 9' 49' Jenner 61' Holman 84' Čukić 14' Bešić 82' | (2 – 0) Jegyzőkönyv | Tóth G. 13' Kulcsár 36' |

| Puskás Ferenc Stadion, Budapest Játékvezető: Fábián Mihály (magyar) |

| Visszavágó 2014. április 1. 17:00 |

| Lombard Pápa                        | 0 – 2               | Ferencváros                                |
| ----------------------------------- | ------------------- | ------------------------------------------ |
| Struhár 18' Nagy S. 27' Kulcsár 36' | (0 – 2) Jegyzőkönyv | Ugrai 24' Diallo 44' Laczkó 7' Hidvégi 81' |

| Perutz Stadion, Pápa Játékvezető: Radványi Ádám (magyar) |

## Felkészülési mérkőzések

### Nyár
| 2013. július 2. |

| SV Mattersburg | 1 – 0               | Lombard Pápa |
| -------------- | ------------------- | ------------ |
| Mayr 34'       | (1 – 0) Jegyzőkönyv |              |

| Sopronkeresztúr, Ausztria Nézőszám: 200 Játékvezető: R. Kovac (osztrák) |

| 2013. július 6. |

| Lombard Pápa | 2 – 1               | Săgeata Năvodari |
| ------------ | ------------------- | ---------------- |
| Eszlátyi     | (2 – 1) Jegyzőkönyv | Roman            |

| Nyulas, Magyarország Nézőszám: 100 |

| 2013. július 10. |

| Lombard Pápa                      | 3 – 0               | Slovan Duslo Šaľa |
| --------------------------------- | ------------------- | ----------------- |
| Marić Eszlátyi tizenegyes' Király | (1 – 0) Jegyzőkönyv |                   |

| Lipót, Magyarország Nézőszám: 100 Játékvezető: Bognár Tamás (magyar) |

| 2013. július 13. |

| Lombard Pápa | 0 – 0               | Zalaegerszegi TE |
| ------------ | ------------------- | ---------------- |
|              | (0 – 0) Jegyzőkönyv |                  |

| Pápa, Magyarország Nézőszám: 300 Játékvezető: Kovács J. Zoltán (magyar) |

| 2013. július 17. |

| Lombard Pápa                           | 5 – 0               | FK Sarajevo |
| -------------------------------------- | ------------------- | ----------- |
| Griffiths Orosz Eszlátyi Arsić Kenesei | (3 – 0) Jegyzőkönyv |             |

| Rábakeresztúr, Ausztria Nézőszám: 100 Játékvezető: Strack (osztrák) |

| 2013. július 20. |

| Lombard Pápa               | 3 – 1               | FC Ajka |
| -------------------------- | ------------------- | ------- |
| Eszlátyi tizenegyes' Orosz | (0 – 1) Jegyzőkönyv | Skriba  |

| Pápa, Magyarország Nézőszám: 300 Játékvezető: Schnellbach Imre (osztrák) |